# Bee Gees 1st
Bee Gees 1st è il terzo album dei Bee Gees, il primo pubblicato a livello internazionale e raggiunse la quarta posizione in Germania Ovest, la quinta in Norvegia, la settima nella Billboard 200, l'ottava nella Official Albums Chart e la decima in Australia.

## Tracce
1. Turn of the Century – 2:25
2. Holiday – 2:54
3. Red Chair, Fade Away – 2:19
4. One Minute Woman – 2:17
5. In My Own Time – 2:14
6. Every Christian Lion Hearted Man Will Show – 3:39
7. Craise Finton Kirk Royal Academy of Arts – 2:18
8. New York Mining Disaster 1941 – 2:10
9. Cucumber Castle – 2:04
10. To Love Somebody – 3:01
11. I Close My Eyes – 2:23
12. I Can't See Nobody – 3:45
13. Please Read Me – 2:17
14. Close Another Door – 3:29

Bonus per la ristampa del 2006
1. Turn of the Century (versione originale)
2. One Minute Woman (versione originale)
3. Gilbert Green
4. New York Mining Disaster 1941
5. House of Lords
6. Cucumber Castle (versione originale)
7. Harry Braff
8. I Close My Eyes (versione originale)
9. I've Got to Learn
10. I Can't See Nobody
11. All Around My Clock
12. Mr. Wallor's Wailing Wall
13. Craise Finton Kirk Royal Academy of Arts
14. New York Mining Disaster 1941 (seconda versione)